# Часовня Всех Душ (Шарлоттаун)
Часовня Всех Душ (англ. All Souls' Chapel, фр. Chapelle All Souls) — капелла из песчаника в стиле викторианской готики, пристроенная к собору Святого Петра в Шарлоттауне. Возвышается над площадью Рочфорд.

## История
Часовня Всех Душ была построена в 1888 году в память об отце Джордже Ходжсоне, первом «священнике-настоятеле» собора Святого Петра, по проекту известного церковного архитектора Уильяма Кричлоу Харриса. Стены часовни украшены картинами его брата Роберта Харриса. Перед алтарём установлены три круга работы Роберта Харриса, изображающие, соответственно, Иисуса Христа, преломляющего хлеб в Эммаусе в день своего воскресения; распятие Иисуса; и Иисуса, подающего чашу причащающимся. Сводчатый алтарь, типичный для стиля Уильяма Харриса, украшен статуями Иисуса Христа и его апостолов. Иисус стоит в центре, справа от него стоят святые Иоанн и Иаков, а слева — святой Пётр, в то время как другие апостолы, включая святого Павла, несут орудия, которыми их казнили.
За алтарным крестом стоит дарохранительница, содержащая припасённые Таинства, а справа от алтаря находится стол для причащения, на который перед приношением ставятся хлеб и вино. На стенах святилища висят иконы святого евангелиста Луки в память о Роберте Харрисе и святого Иакова Праведного в память о канонике Джеймсе Симпсоне, который сыграл важную роль в планировании придела. Круглая картина над алтарём изображает Иисуса, восходящего на небеса. Капелла была построена братьями Лоу из Шарлоттауна, а резьба по дереву была выполнена уважаемыми Уитлоком и Доуллом.
В 1990 году Часовня Всех Душ была объявлена национальной исторической достопримечательностью Канады. На специальной церемонии в июле 1994 года была установлена мемориальная доска в знак признания этого звания. В 1979 году Шарлоттаун уже внёс часовню в список объектов культурного наследия.